# ミロス島
ミロス島（ミロスとう、現代ギリシア語：Μήλος / Milos）は、エーゲ海南西部に位置するギリシャ領の島。キクラデス諸島の西端にあたる。古代ギリシア語ではメーロス島（Μῆλος / Melos）と呼ばれる。ミロのヴィーナスの発見地として知られる。

## 地理
キクラデス諸島の西端に位置する。
1820年、農民によってミロのヴィーナス（ルーブル美術館所蔵）が発見されたことで有名である。他にもギリシア神アスクレーピオス像（大英博物館所蔵）や、現在はアテネにあるポセイドーン像やアルカイックアポローン像などが出土している。
自治体としてのミロスは、無人島である沖合いの島Antimilos島やAnanes島を含んでいる。すべてを合わせた自治体の面積は160.147km2で、2021年の国勢調査によると人口は5,193人である。

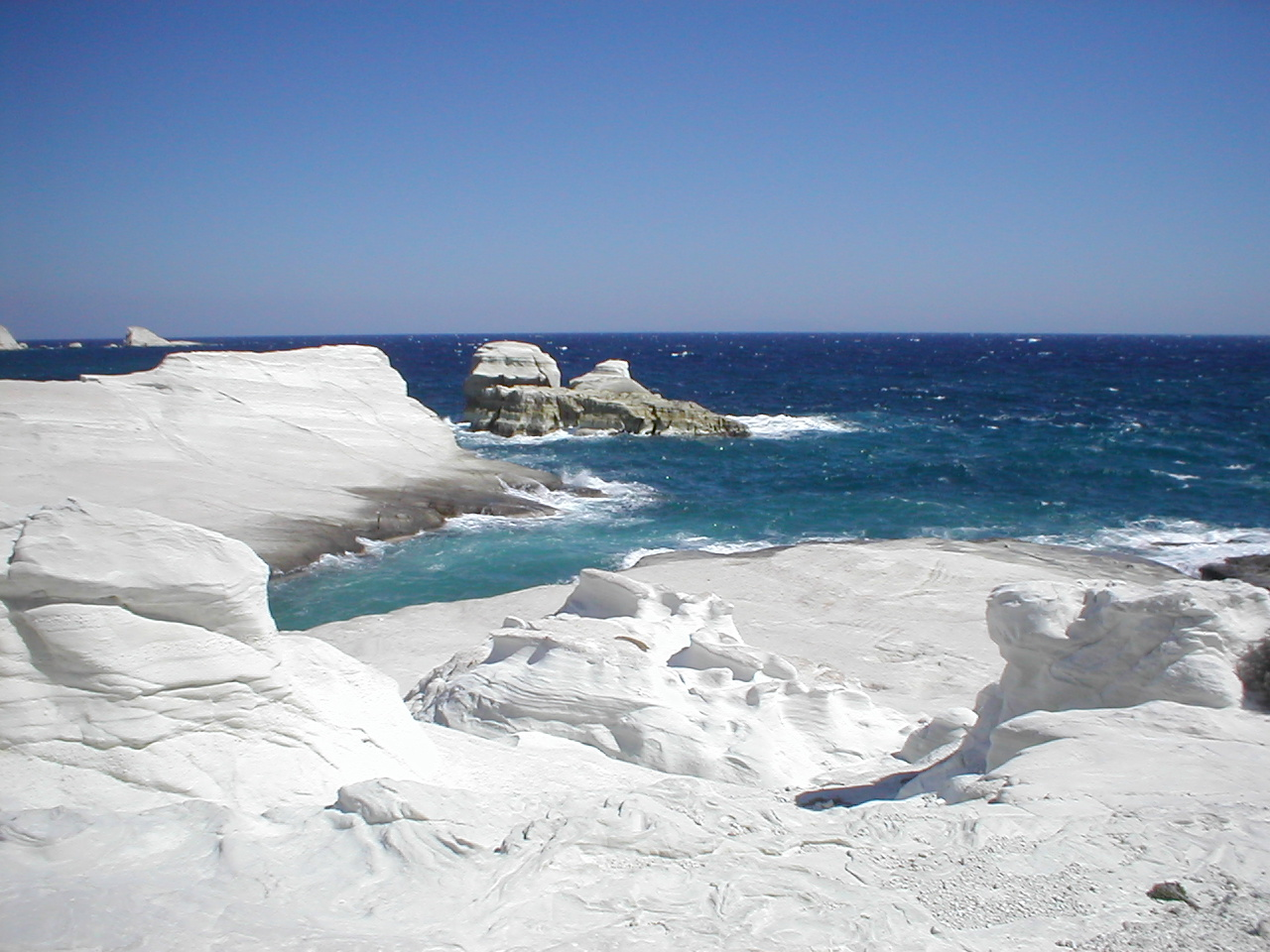

## 歴史
13000年程前に、ミロスの黒曜石が取引されていた。かみそりのように切れる「石の道具（Stone tools）」として使用されていたミロスの天然ガラスは、農耕が始まる前、そしてその後も、取引されていた。黒曜石の取れない東部付近では、初期の農耕村は存在しなかった。ガラスは数千kmにもわたって輸送されていた。
ギリシア本土とクレタ島の中間に位置し、黒曜石を産出するミロス島は、初期のエーゲ文化の中心的な場所であった。
古代遺物の出土は、主要な3つの時代に分けられ、どれもミケーネ文明に先立つものである。たいていが花柄の装飾されたデザインを持つ独特の様式、注目に値すべき黒曜石の堆積物の例などを含んだ多くの壺が発見された。フェニキア人によるミロス島の支配の影響が伝承されていた。
島はラコニア出身のドーリア人によっても支配された。紀元前6世紀、再び注目に値する神話の題材や、東洋的な装飾を施した、一連の花瓶や、一連のテラコッタのレリーフなども生産された。
島の住人はサラミス島のギリシア艦隊に派遣団を送ったにもかかわらず、デロス同盟からは外れ、ペロポネソス戦争では中立であるかのように見えた。しかし紀元前415年にアテネ人はミロス島の攻撃を開始し、住民を無条件降伏させ、武装することができる男子のすべてが殺され、女・子供は奴隷にし、500人のアテネ人を植民地支配者とした（メロス包囲戦）。アテネの支配は紀元前405年にスパルタのリュサンドロスがアテネ軍を破ったのち、メロス島からアテネの入植者を追放したことで終焉を迎えた。リュサンドロスは奴隷として生存していた子女らをメロス島へ戻すと共に、メロス島をスパルタへ併合した。

## 姉妹島
- 小豆島（香川県）